# Heptathrips cottieri
Heptathrips cottieri är en insektsart som beskrevs av Laurence A. Mound och Walker 1986. Heptathrips cottieri ingår i släktet Heptathrips och familjen rörtripsar. Inga underarter finns listade i Catalogue of Life.